# General Electric YJ93

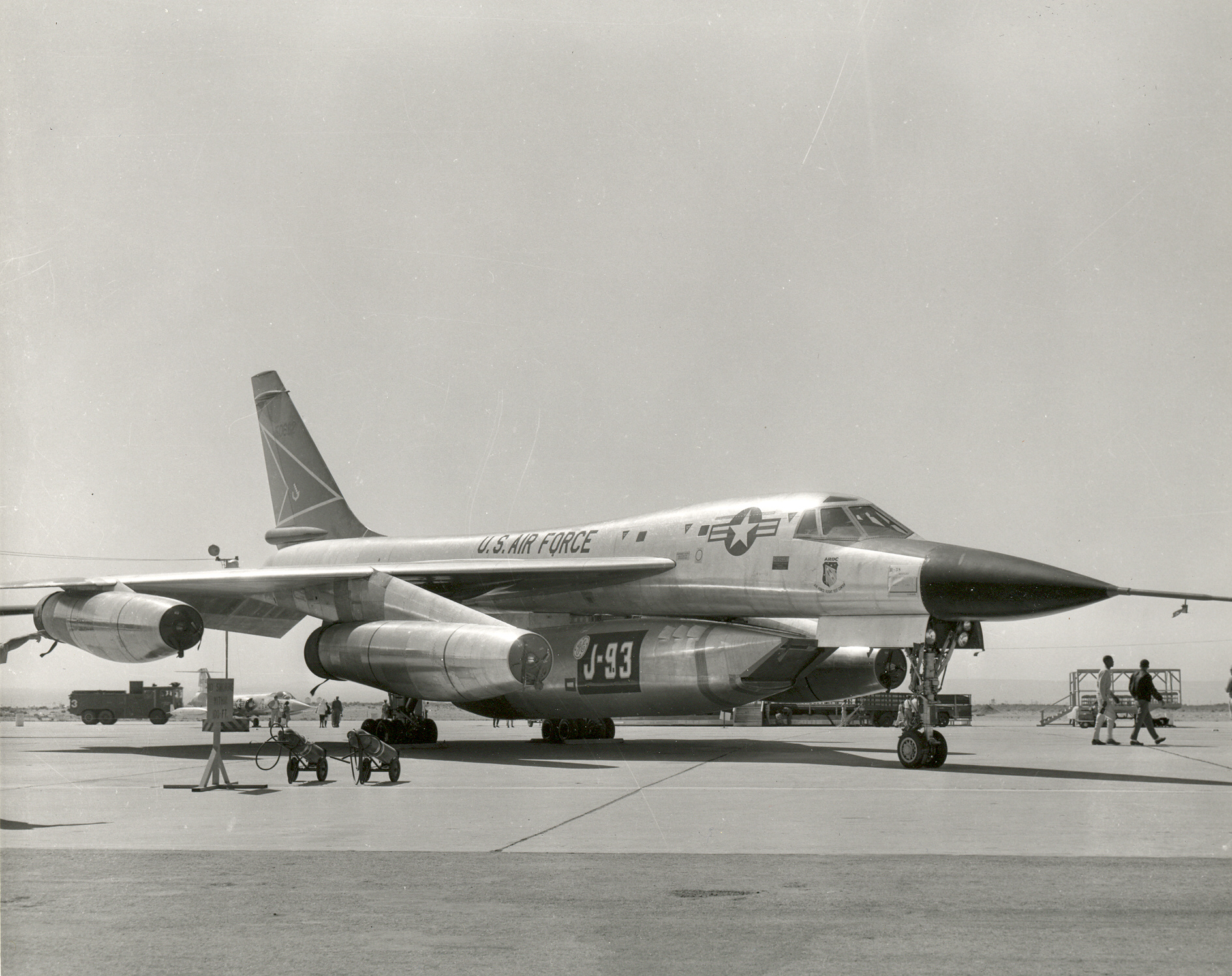
Le NB-58A d'essais à Edwards AFB, équipé du pod moteur J93.

Le General Electric YJ93 était un turboréacteur à simple flux et postcombustion, conçu comme moyen de propulsion pour le bombardier North American XB-70 Valkyrie et l'intercepteur North American XF-108 Rapier.

## Conception et développement
L'YJ93 débuta sa vie sous la désignation de General Electric X275, une version agrandie du General Electric J79. Il évolua ensuite en X279, quand la vitesse de croisière de Mach 3 devint une clause du contrat de développement du Valkyrie, puis devint finalement l'YJ93.
Comme le moteur fut prêt plus tôt que les deux avions qu'il devait équiper, l'US Air Force décida de le tester sur un appareil déjà existant, et un B-58A (s/n 55-662) fut modifié par Convair à partir du 1er juillet 1959, afin d'être doté d'une nacelle spéciale sous le fuselage pouvant accueillir le moteur. L'avion fut ensuite livré à la base aérienne d'Edwards, avec la désignation NB-58A. Il effectua plusieurs vols avec l'YJ93, dont plusieurs à une vitesse supérieure à Mach 2. Le moteur était si puissant que lorsqu'il était allumé, le NB-58A pouvait ne pas utiliser la puissance de ses quatre J79.
L'intercepteur XF-108 fut abandonné, et le projet du B-70 fut réorienté vers un programme de recherches uniquement. Le NB-58A fut reconverti en TB-58A et vola encore, cette fois pour filmer le XB-70 pendant ses essais, puis fut détruit en 1977.

## Caractéristiques
L'YJ93 était un turboréacteur monocorps à simple flux et postcombustion, doté d'ailettes de stator à géométrie variable et d'une tuyère convergente/divergente complètement variable. La poussée maximale produite au niveau de la mer était de 128 kN. Il utilisait un carburant aviation spécial pour hautes-températures, le JP-6 similaire au JP-5 mais avec un point de congélation plus bas et une meilleure stabilité à l'oxydation thermique. Les six moteurs du XB-70 étaient capables de produire un rapport poussée/poids de 5 pour 1, lui procurant une vitesse de 3 200 km/h (environ Mach 3) à une altitude de 21 000 m.

## Applications
- Convair NB-58A Hustler (banc d'essais)
- North American XB-70 Valkyrie
- North American XF-108 Rapier (prévue)